# جگوار ایکس‌ئی
جگوار ایکس‌ئی (به انگلیسی: Jaguar XE) یک خودروی ۴ در شرکتی کامپکت موتور جلو-محور عقب یا چهار چرخ محرک با طراحی یان کالوم است که توسط شرکت جگوار تولید و فروخته شده و در اکتبر ۲۰۱۴ در نمایشگاه خودرو پاریس معرفی شده‌است. تولید خودروی ایکس‌ئی با کد پروژهٔ داخلی X760 در ماه آوریل ۲۰۱۵ آغاز شد.
از خصوصیات قابل توجه این خودرو می‌توان به استفاده از قطعات آلومینیومی در سیستم تعلیق و همچنین ساختار یکپارچه شاسی آن اشاره کرد. ایکس‌ئی اولین خودرو در کلاس خود است که دارای چنین خصوصیاتی می‌باشد.

## بررسی اجمالی
جگوار ایکس‌ئی در نمایشگاه خودرو ژنو سال ۲۰۱۴ معرفی شد، اما خود این خودرو در این نمایشگاه نمایش داده نشد. پس از معرفی در نمایشگاه ژنو، از این مدل در تاریخ ۸ سپتامبر ۲۰۱۴ در لندن رونمایی شد. انتظار می‌رفت که فروش این خودرو نیز در سال ۲۰۱۵ در سطح جهانی، و در سال ۲۰۱۶ در ایالات متحده آغاز شود. تولید مدل ایکس‌ئی در ۱۳ آوریل ۲۰۱۵ در کارخانهٔ شرکت جگوار لندروور واقع در سولیهال به‌طور رسمی آغاز شد.

### موتورها

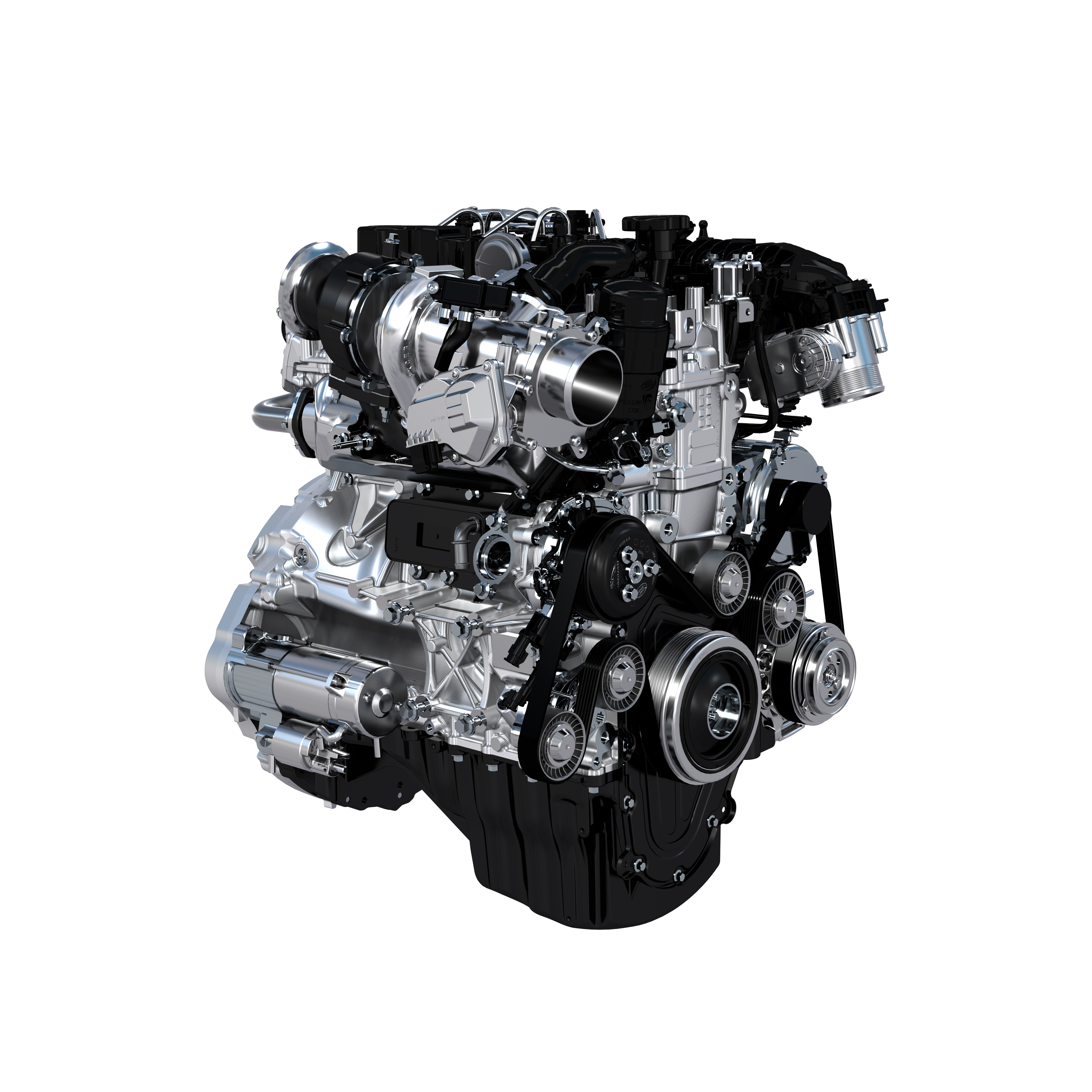
موتور اینجنیوم جگوار لندروور

ایکس‌ئی به موتورهای جدید ۲٫۰ لیتری توربوشارژ ۴ سیلندر جگوار لندروور، که با نام انجنیوم شناخته می‌شوند، و همچنین موتور جدید ۳٫۰ لیتری وی۶ توربوشارژ بنزینی استفاده‌شده در خودروی اف-تابپ مجهز است. موتورهای وی۶ در تیپ‌هایی با عملکرد بالا مورد استفاده قرار می‌گیرند.
خانواده موتورهای ۲٫۰ لیتری اینجنیوم در انواع بنزینی و دیزل، و با تنوعی از قدرت‌های خروجی در دسترس خریداران قرار دارند. نوع ۲٫۰ لیتری دیزل از این موتور، با نیروی خروجی ۱۶۱ اسب بخار (۱۲۰ کیلووات)، دارای مصرف سوخت ۴٫۰ لیتر بر ۱۰۰ کیلومتر (۷۰٫۶ مایل بر گالون بریتانیایی؛ ۵۸٫۸ مایل بر گالون آمریکایی) بوده و در هر کیلومتر ۹۹ گرم گاز CO2 تولید می‌کند. با این اوصاف این موتور نقش مهمی را در کاهش میانگین میزان مصرف سوخت و میزان آلاینده‌های تولیدی در خودروهای جگوار ایفا می‌کند. پاک‌ترین خودروهای موجود در بریتانیا، از پرداخت عوارض سالانهٔ خودرو معاف خواهند شد.

#### دیزل
| مدل                                                                | حجم موتور                      | سیلندرها | جعبه دنده      | نیرو                       | گشتاور                       | آلاینده‌ها CO2   | بیشینه سرعت                            | شتاب ۰–۱۰۰ کیلومتر بر ساعت (۰–۶۲ مایل بر ساعت) | یادداشت                                                  |
| ------------------------------------------------------------------ | ------------------------------ | -------- | -------------- | -------------------------- | ---------------------------- | --------------- | -------------------------------------- | ---------------------------------------------- | -------------------------------------------------------- |
| ۲٫۰ لیتری توربوشارژ دیزل (ایکس‌ئی ۲۰دی ۱۶۳ پی‌اس ئی-پرفورمنس) دستی   | ۱٬۹۹۹ سانتی‌متر مکعب (۲٫۰ لیتر) | ۴ خطی    | ۶ سرعته دستی   | ۱۶۱ اسب بخار (۱۲۰ کیلووات) | ۳۸۰ نیوتن متر (۲۸۰ پوند-فوت) | ۹۹ گرم/کیلومتر  | ۲۱۲ کیلومتر بر ساعت (۱۳۲ مایل بر ساعت) | ۹٫۴ ثانیه                                      | ایکس‌ئی پیور، اس‌ئی، پرستیژ، پورتفولیو، آر-اسپورت          |
| ۲٫۰ لیتری توربوشارژ دیزل (ایکس‌ئی ۲۰دی ۱۶۳ پی‌اس ئی-پرفورمنس) خودکار | ۱٬۹۹۹ سانتی‌متر مکعب (۲٫۰ لیتر) | ۴ خطی    | ۸ سرعته خودکار | ۱۶۱ اسب بخار (۱۲۰ کیلووات) | ۳۸۰ نیوتن متر (۲۸۰ پوند-فوت) | ۱۰۶ گرم/کیلومتر | ۲۱۲ کیلومتر بر ساعت (۱۳۲ مایل بر ساعت) | ۸٫۸ ثانیه                                      | ایکس‌ئی پیور، اس‌ئی، پرستیژ، پورتفولیو، آر-اسپورت          |
| ۲٫۰ لیتری توربوشارژ دیزل (ایکس‌ئی ۲۰دی ۱۶۳ پی‌اس) دستی               | ۱٬۹۹۹ سانتی‌متر مکعب (۲٫۰ لیتر) | ۴ خطی    | ۶ سرعته دستی   | ۱۶۱ اسب بخار (۱۲۰ کیلووات) | ۳۸۰ نیوتن متر (۲۸۰ پوند-فوت) | ۱۲۶ گرم/کیلومتر | ۲۱۲ کیلومتر بر ساعت (۱۳۲ مایل بر ساعت) | ۹٫۴ ثانیه                                      | ایکس‌ئی پیور، اس‌ئی، پرستیژ، پورتفولیو، آر-اسپورت          |
| ۲٫۰ لیتری توربوشارژ دیزل (ایکس‌ئی ۲۰دی ۱۶۳ پی‌اس) خودکار             | ۱٬۹۹۹ سانتی‌متر مکعب (۲٫۰ لیتر) | ۴ خطی    | ۸ سرعته خودکار | ۱۶۱ اسب بخار (۱۲۰ کیلووات) | ۳۸۰ نیوتن متر (۲۸۰ پوند-فوت) | ۱۳۵ گرم/کیلومتر | ۲۱۲ کیلومتر بر ساعت (۱۳۲ مایل بر ساعت) | ۸٫۸ ثانیه                                      | ایکس‌ئی پیور، اس‌ئی، پرستیژ، پورتفولیو، آر-اسپورت          |
| ۲٫۰ لیتری توربوشارژ دیزل (ایکس‌ئی ۲۰دی ۱۸۰ پی‌اس) خودکار             | ۱٬۹۹۹ سانتی‌متر مکعب (۲٫۰ لیتر) | ۴ خطی    | ۸ سرعته خودکار | ۱۷۸ اسب بخار (۱۳۳ کیلووات) | ۴۳۱ نیوتن متر (۳۱۸ پوند-فوت) | ۱۳۷ گرم/کیلومتر | ۲۲۵ کیلومتر بر ساعت (۱۴۰ مایل بر ساعت) | ۸٫۱ ثانیه                                      | ایکس‌ئی پیور، اس‌ئی، پرستیژ، پورتفولیو، آر-اسپورت، لندمارک |
| ۲٫۰ لیتری توربوشارژ دیزل (ایکس‌ئی ۲۰دی AWD ۱۸۰ پی‌اس) خودکار         | ۱٬۹۹۹ سانتی‌متر مکعب (۲٫۰ لیتر) | ۴ خطی    | ۸ سرعته خودکار | ۱۷۸ اسب بخار (۱۳۳ کیلووات) | ۴۳۱ نیوتن متر (۳۱۸ پوند-فوت) | ۱۴۵ گرم/کیلومتر | ۲۲۵ کیلومتر بر ساعت (۱۴۰ مایل بر ساعت) | ۸٫۱ ثانیه                                      | ایکس‌ئی پیور، اس‌ئی، پرستیژ، پورتفولیو، آر-اسپورت، لندمارک |
| ۲٫۰ لیتری توربوشارژ دوقلو دیزل (ایکس‌ئی ۲۵ دی AWD ۲۴۰ پی‌اس)         | ۱٬۹۹۹ سانتی‌متر مکعب (۲٫۰ لیتر) | ۴ خطی    | ۸ سرعته خودکار | ۲۳۷ اسب بخار (۱۷۷ کیلووات) | ۵۰۰ نیوتن متر (۳۶۹ پوند-فوت) | ۱۵۳ گرم/کیلومتر | ۲۴۹ کیلومتر بر ساعت (۱۵۵ مایل بر ساعت) | ۶٫۵ ثانیه                                      | ایکس‌ئی پیور، اس‌ئی، پرستیژ، پورتفولیو، آر-اسپورت، لندمارک |

#### بنزینی
| مدل                                                   | حجم موتور                      | سیلندرها | جعبه دنده      | نیرو                       | گشتاور                       | آلاینده‌ها CO2   | بیشینه سرعت                            | شتاب ۰–۱۰۰ کیلومتر بر ساعت (۰–۶۲ مایل بر ساعت) | یادداشت                                            |
| ----------------------------------------------------- | ------------------------------ | -------- | -------------- | -------------------------- | ---------------------------- | --------------- | -------------------------------------- | ---------------------------------------------- | -------------------------------------------------- |
| ۲٫۰ لیتری توربوشارژ بنزینی (ایکس‌ئی ۲۰تی ۲۰۰ پی‌اس)     | ۱٬۹۹۷ سانتی‌متر مکعب (۲٫۰ لیتر) | ۴ خطی    | ۸ سرعته خودکار | ۱۹۷ اسب بخار (۱۴۷ کیلووات) | ۳۲۰ نیوتن متر (۲۳۶ پوند-فوت) | ۱۶۴ گرم/کیلومتر | ۲۳۷ کیلومتر بر ساعت (۱۴۷ مایل بر ساعت) | ۷٫۶ ثانیه                                      | ایکس‌ئی اس‌ئی، پرستیژ، پورتفولیو، آر-اسپورت، لندمارک |
| ۲٫۰ لیتری توربوشارژ بنزینی (ایکس‌ئی ۲۵تی ۲۴۰ پی‌اس)     | ۱٬۹۹۷ سانتی‌متر مکعب (۲٫۰ لیتر) | ۴ خطی    | ۸ سرعته خودکار | ۲۳۷ اسب بخار (۱۷۷ کیلووات) | ۳۴۰ نیوتن متر (۲۵۱ پوند-فوت) | ۱۶۴ گرم/کیلومتر | ۲۴۹ کیلومتر بر ساعت (۱۵۵ مایل بر ساعت) | ۶٫۸ ثانیه                                      | ایکس‌ئی اس‌ئی، پرستیژ، پورتفولیو، آر-اسپورت، لندمارک |
| ۲٫۰ لیتری توربوشارژ بنزینی (ایکس‌ئی ۲۵تی ۲۵۰ پی‌اس)     | ۱٬۹۹۷ سانتی‌متر مکعب (۲٫۰ لیتر) | ۴ خطی    | ۸ سرعته خودکار | ۲۴۷ اسب بخار (۱۸۴ کیلووات) | ۳۶۵ نیوتن متر (۲۶۹ پوند-فوت) | ۱۶۴ گرم/کیلومتر | ۲۴۹ کیلومتر بر ساعت (۱۵۵ مایل بر ساعت) | ۶٫۵ ثانیه                                      | ایکس‌ئی اس‌ئی، پرستیژ، پورتفولیو، آر-اسپورت، لندمارک |
| ۲٫۰ لیتری توربوشارژ بنزینی (ایکس‌ئی ۳۰تی ۳۰۰ پی‌اس AWD) | ۱٬۹۹۷ سانتی‌متر مکعب (۲٫۰ لیتر) | ۴ خطی    | ۸ سرعته خودکار | ۲۹۶ اسب بخار (۲۲۱ کیلووات) | ۴۰۰ نیوتن متر (۲۹۵ پوند-فوت) | ۱۷۳ گرم/کیلومتر | ۲۴۹ کیلومتر بر ساعت (۱۵۵ مایل بر ساعت) | ۵٫۷ ثانیه                                      | ایکس‌ئی اس‌ئی، پرستیژ، پورتفولیو، آر-اسپورت          |
| ۳٫۰ لیتری سوپرشارژ بنزینی (ایکس‌ئی ۳۵تی/اس ۳۴۰ پی‌اس)   | ۲٬۹۹۵ سانتی‌متر مکعب (۳٫۰ لیتر) | وی۶      | ۸ سرعته خودکار | ۳۳۵ اسب بخار (۲۵۰ کیلووات) | ۴۵۰ نیوتن متر (۳۳۲ پوند-فوت) | ۱۹۴ گرم/کیلومتر | ۲۴۹ کیلومتر بر ساعت (۱۵۵ مایل بر ساعت) | ۴٫۹ ثانیه                                      | ۲۰۱۵–۲۰۱۷ (مدل آمریکایی/مدل بریتانیایی)            |
| ۳٫۰ لیتری سوپرشارژ بنزینی (ایکس‌ئی اس ۳۸۰ پی‌اس)        | ۲٬۹۹۵ سانتی‌متر مکعب (۳٫۰ لیتر) | وی۶      | ۸ سرعته خودکار | ۳۷۵ اسب بخار (۲۸۰ کیلووات) | ۴۵۰ نیوتن متر (۳۳۲ پوند-فوت) | ۱۹۴ گرم/کیلومتر | ۲۴۹ کیلومتر بر ساعت (۱۵۵ مایل بر ساعت) | ۴٫۸ ثانیه                                      | ۲۰۱۸– (مدل آمریکایی) ۲۰۱۷– (مدل اروپایی)           |
| ۵٫۰ لیتری سوپرشارژ بنزینی (ایکس‌ئی ای‌وی Project 8)     | ۵٬۰۰۰ سانتی‌متر مکعب (۵٫۰ لیتر) | وی۸      | ۸ سرعته خودکار | ۵۹۲ اسب بخار (۴۴۱ کیلووات) | ۷۰۰ نیوتن متر (۵۱۶ پوند-فوت) | ۲۵۴ گرم/کیلومتر | ۳۲۲ کیلومتر بر ساعت (۲۰۰ مایل بر ساعت) | ۳٫۷ ثانیه                                      | ۲۰۱۸– (تولید محدود ۳۰۰ دستگاه)                     |

### مدل سال ۲۰۱۸ (MY18)
در سال ۲۰۱۷، شرکت جگوار برای مدل سال ۲۰۱۸ اصلاحات زیادی را در فضای داخلی این خودرو اعمال کرد. پوشش‌های جالیوانی مشابه مدل ایکس‌اف، نمایشگر اطلاعات راننده و نمایشگر ال‌سی‌دی روی داشبورد با پیکسل‌های بیشتر و در نتیجه وضوح تصویر بالاتر، و رابط کاربری بازطراحی شده مشابه مدل ایکس‌اف برای نمایشگر داشبورد، از جمله اصلاحات انجام شده در داخل کابین این خودرو هستند.